# Сан-Лоренсу-ду-Сул
Сан-Лоренсу-ду-Сул (порт. São Lourenço do Sul) — муниципалитет в Бразилии, входит в штат Риу-Гранди-ду-Сул. Составная часть мезорегиона Юго-восток штата Риу-Гранди-ду-Сул. Входит в экономико-статистический микрорегион Пелотас. Население составляет 45 483 человека на 2006 год. Занимает площадь 2036,130 км². Плотность населения — 22,3 чел./км².
Праздник города — 26 апреля.

## История
Город основан 26 апреля 1884 года.

## Статистика
- Валовой внутренний продукт на 2003 составляет 302 693 245,00 реалов (данные: Бразильский институт географии и статистики).
- Валовой внутренний продукт на душу населения на 2003 составляет 6777,57 реала (данные: Бразильский институт географии и статистики).
- Индекс развития человеческого потенциала на 2000 составляет 0,777 (данные: Программа развития ООН).

## География
Климат местности: субтропический.

## Галерея

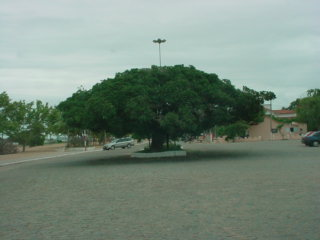
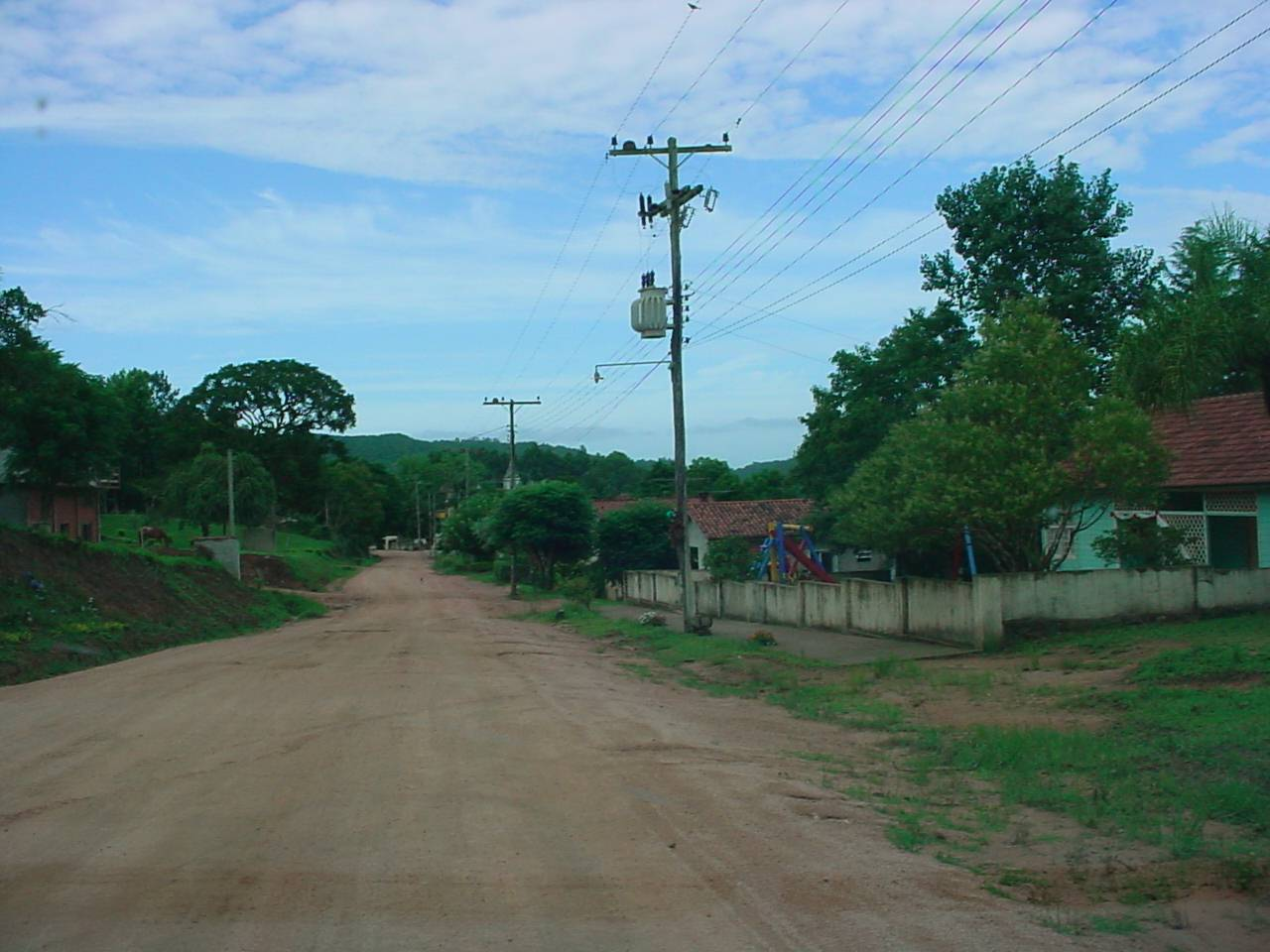
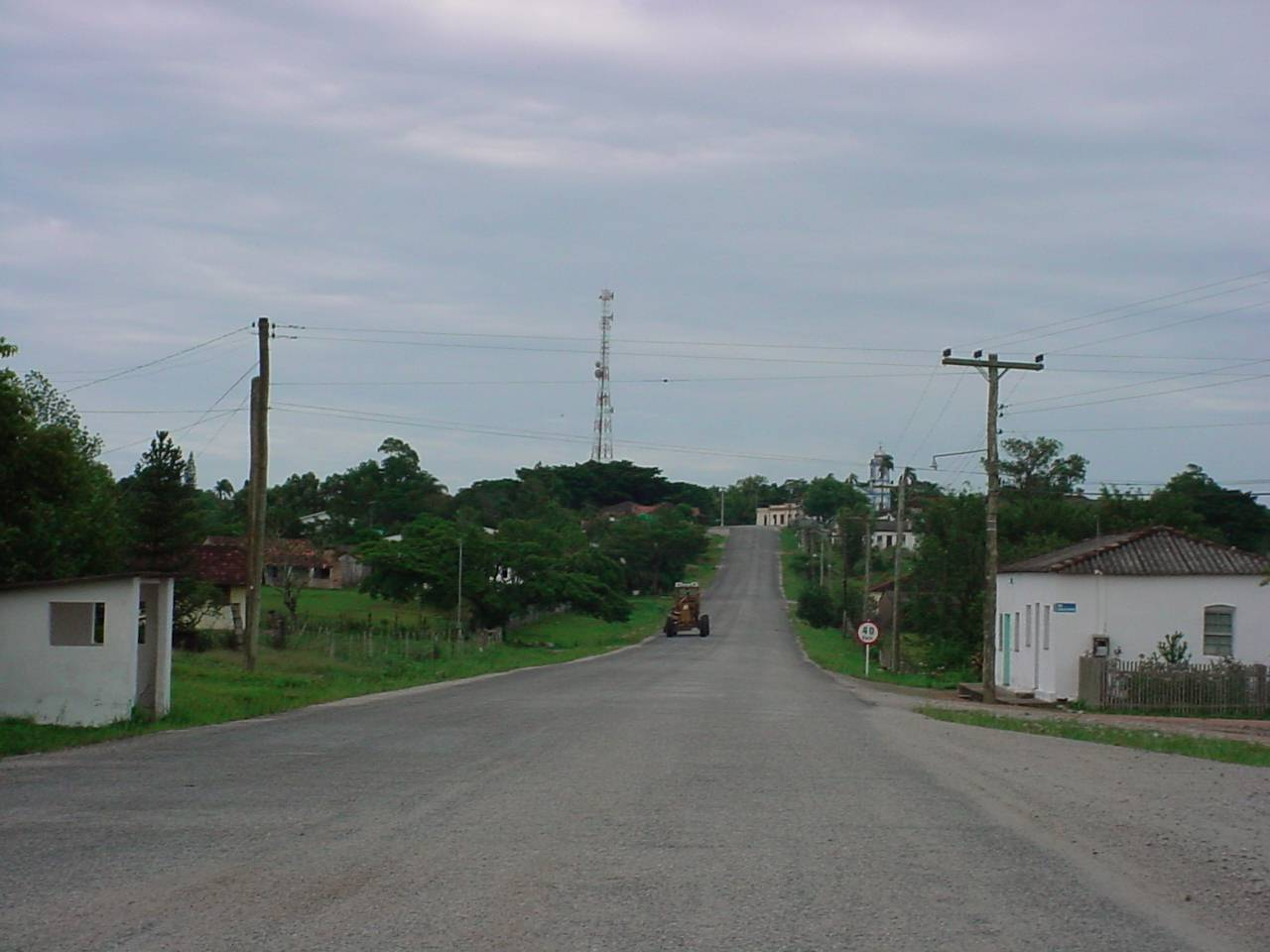
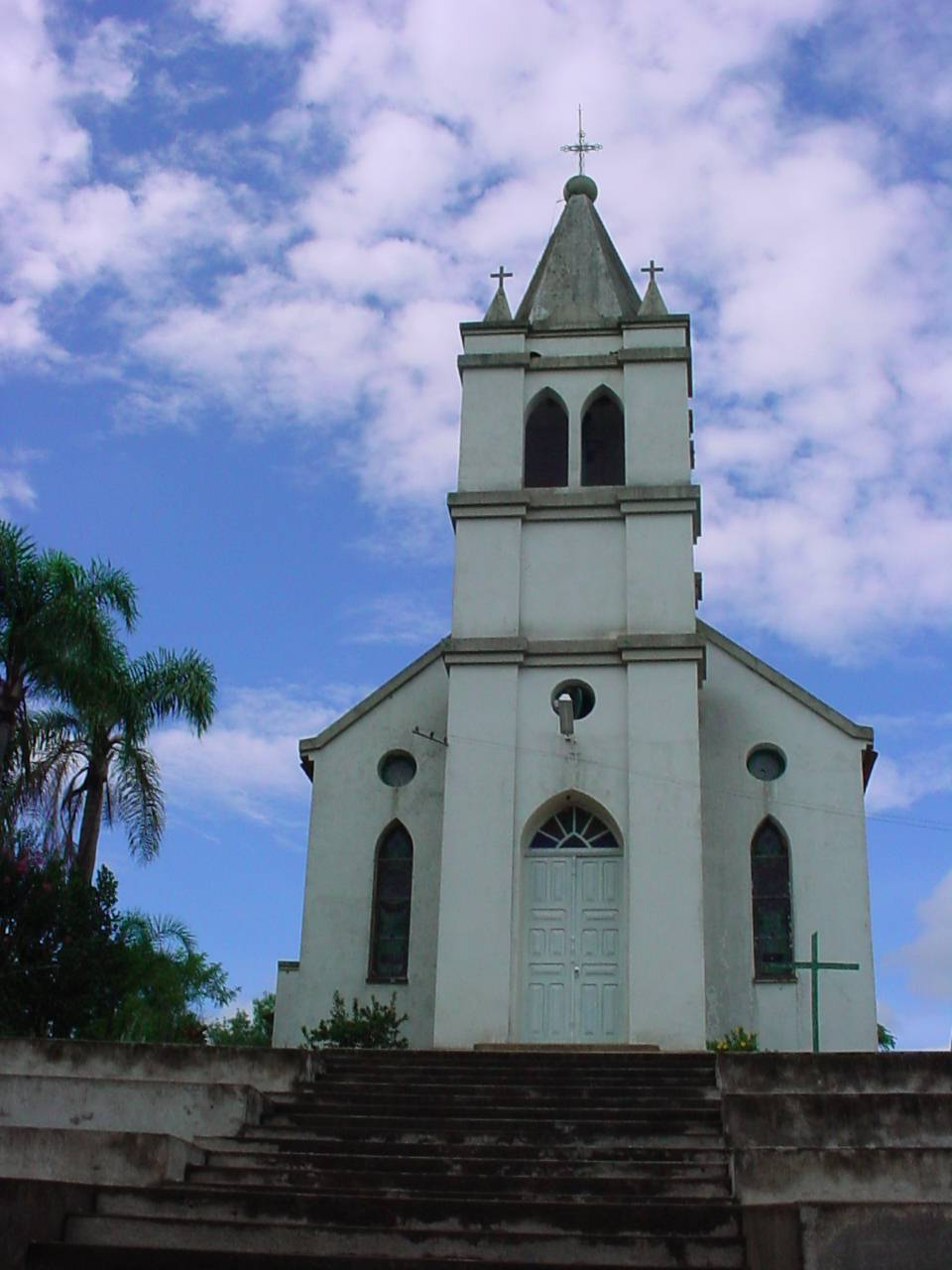
Собор